# Mona Lisa (cratère)
Pour les articles homonymes, voir Mona Lisa.
Mona Lisa est un cratère d'impact sur Vénus. Il est situé à la latitude 25.6 et la longitude 25.1. Il est de 86 km de diamètre et a été nommé d'après Lisa Gherardini, modèle de Léonard de Vinci.